# 佛寺

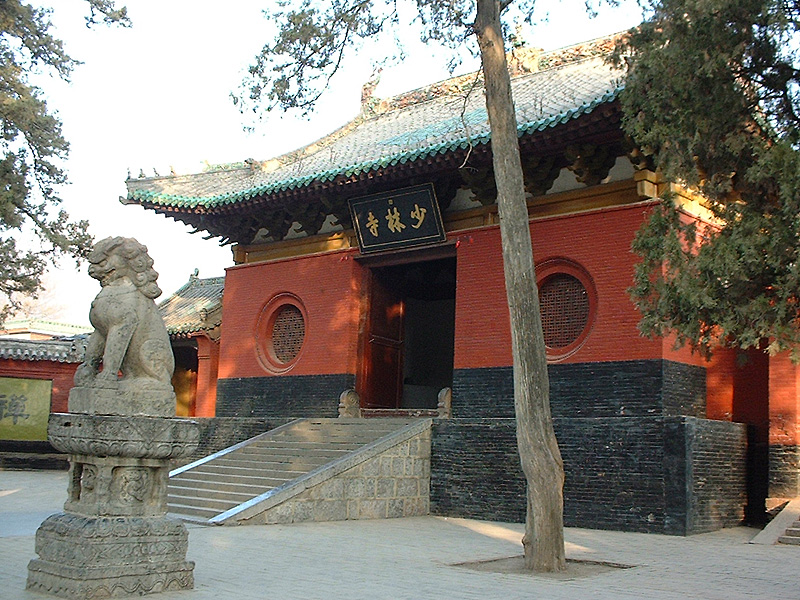
河南嵩山少林寺大門。

佛寺（梵語: Vihāra,  巴利語: Vihāra）、招提寺，通稱寺院、寺，是佛教宗教建築物、僧伽居住、修行的地方。寺中常有佛塔（浮屠塔）（stūpa）。

## 概論
「寺」與「侍」同源，原指侍的居所，引申爲政務管理機構。
汉明帝以白馬寺安置入華的僧人和佛經，但此後古漢語中「寺」仍常指政府部分、場所，相當於今天的「部」（如大理寺相當於今日的法務部），至今在泰國漢語中「寺」仍保留著這一義項。
唐代的招提寺又稱招提院、招提所、招提精舍，係四方僧房之意。日本奈良唐招提寺卽得名於此。拓提简称拓提或招提，是佛敎概念，以四提舍（方国）意四方，指聚集四方僧眾。後來「寺」逐漸專指政府制定的宗敎部門，「招提寺」也逐漸簡稱爲「寺」。
此後“佛寺”主義轉爲宗敎場所，尤其是佛教供養佛像和僧人居住的場所。
此外，有多種類似概念：
- 佛寺在古時稱精舍（vihāra），梵語中vihāra可代指所有佛教寺院，南傳佛教地區多以此爲名，如大寺（mahā-vihāra）；
- 又稱阿蘭若（aranya），略稱蘭若，意為丛林、凈處；
- 又稱伽藍，爲“僧伽藍摩”（samghārāma）的略稱，意為僧人的園林、僧院；
- 漢地禪宗自百丈禪師建立叢林制度後也稱爲叢林、禪林[2]；
- 緬甸、泰國、雲南西部等南傳上座部佛教可称“奘房、緬寺”；
- 上座部佛教地區也有從“圍、界、繞”（羅馬化：vāṭa）演變來的“窪寺、暹寺”，即泰語稱（wát）、寮語 (wat)、撣語（wâ̰t）[3]；
- 庵，出家女众的寺院可称为庵院、尼庵；
- 喇嘛寺，針對藏傳佛教的稱呼，喇嘛指藏地僧侶；
- 還有異名如僧寺、道场、刹多罗（kṣetra，也譯為淨土、佛土、什刹、什刹多罗；一說爲laksatā之譯[2]）、金刚净刹、金刚刹（vajra-kṣetra）、寺刹、佛刹、梵刹（刹字均来自於刹多罗）、栴檀林、檀林、绀园、净住舍、法同舍、出世间舍、寂灭道场、清净无极园、远离恶处、亲近善处等[4]。

佛寺的管理者稱為住持或方丈；奘房的管理者俗称“佛爷”。

## 參閲
- 佛陀
- 寺廟
- 漥寺
- 緬寺
- 佛堂
- 伽藍
- 精舍
- 阿蘭若
- 窣堵坡

## 外部連結
- 佛光大辭典 （页面存档备份，存于）
- 曹仕邦：〈中國古代佛教寺院的順俗政策 （页面存档备份，存于）〉。
- 道端良秀著，李孝本譯：〈唐代佛教寺院與經濟問題〉。
- 孙英刚：〈隋唐长安寺院长生畜禽考 （页面存档备份，存于）〉。
- 黃啟江：〈北宋汴京之寺院與佛教 （页面存档备份，存于）〉。
- 陳玉女：〈明五臺山諸佛寺建築材料之取得與運輸——以木材、銅、鐵等建材為主 （页面存档备份，存于）〉。